# Terasawa Katataka
Terazawa Katataka (寺沢堅高, , 1609 - 18 de novembro de 1647) foi um Daimyō do início do Período Edo da História do Japão . Filho de Hirotaka fundador do Domínio de Karatsu . 
Um dos responsáveis pela Rebelião de Shimabara (1637-1638) que levou os camponeses insatisfeitos com impostos excessivos e o sofrimento dos efeitos da fome, se revoltaram contra os seus senhores . Embora a rebelião tenha sido suprimida Katataka perdeu o controle das Ilhas Amakusa em 1638. Ficou enclausurado no Sensō-ji em Asakusa (Edo), onde cometeu completamente louco se suicidou. O Clã foi extinto com sua morte .
| Precedido por Terazawa Hirotaka | 2º Daimyō de Karatsu 1633-1647 | Sucedido por Ōkubo Tadamoto |